# Magengati
Magengati ist ein Verwaltungsbezirk (englisch Ward) des Distrikts Nzega (DC) in der tansanischen Region Tabora.

## Geografie
Magengati ist ein ländlicher Bezirk im westlichen Teil des zentralen Hochlands von Tansania, etwa 60 Kilometer südlich der Distrikthauptstadt Nzega und 45 Kilometer nordöstlich der Regionshauptstadt Tabora. Bei der Volkszählung 2022 lebten 15.398 Menschen in 2521 Haushalten auf einer Fläche von 162 Quadratkilometern.

Der Bezirk grenzt von Südwesten bis Südosten an den Distrikt Uyui und sonst an drei Bezirke des Distrikts Nzega (DC):
| Milambo Itobo |                                             | Puge         |
|               | Kompassrose, die auf Nachbargemeinden zeigt | Ndala        |
| Upuge         | Isikizya                                    | Ibelamilundi |

## Gliederung
Der Bezirk besteht aus fünf Gemeinden (swahili Mtaa) mit 34 Orten (Kitongoji):
| Magengati - Makazi Mashariki - Makazi Magharibi - Lusu - Chang'ombe - Kipendaroho - Isebya | Kaloleni - Kaloleni Kati - Maganganike - Uswaya - Kagera - Itilima - Ujerumani - Legeza Mwendo | Ilelamhina - Ilelamhina Juu - Ilelemhina Chini - Mlimani - Songambele - Igombanilo - Iselamagazi - Isenegeja | Usagali - Mlumbani A - Mlumbani B - Dodoma - Kahama - CCM | Inagana - Tabora Road - Shinyanga Road - Kigoma Road - Mtakuja - Maganzo Road - Mwanza Road - Mwadui Road - Mtakuja Road - Chekereni Road |

## Infrastruktur
- Bildung: Die Magengati Secondary School ist eine staatliche weiterführende Schule, die Tagesschüler bis zur 4. Stufe ausbildet.[7]
- Gesundheit: Im Bezirk befindet sich ein staatliches Gesundheitszentrum,[8] in den Gemeinden Magengati,[9] Kaloleni[10] und Ilelamhina[11] liegt je eine staatliche Apotheke.